# Lorenzo Insigne
Lorenzo Insigne (Frattamaggiore, 4. lipnja 1991.) talijanski je nogometaš koji igra na poziciji lijevog krila. Trenutačno igra za Toronto FC.

## Klupska karijera

### Rana karijera
Kao petnaestogodišnjak prešao je 2006. u Napoli iz Olimpia Sant'Arpina za 1500 eura. U ligi je debitirao 24. siječnja 2010. kada je Napoli pobijedio Livorno 0:2. Tijekom ostatka sezone igrao je za Cavese za koji je nastupao 10 puta u Lega Pro Prima Divisioneu, trećoj talijanskoj nogometnoj ligi.

### Foggia (posudba)
Iduće sezone posuđen je talijanskom trećeligašu Foggii. Svoj prvi gol kao profesionalac postigao je 14. kolovoza u utakmici Coppa Italia Lega Proa protiv L'Aquile, dok je svoj prvi ligaški gol postigao u utakmici u kojoj je Lucchese porazio njegov klub 2:3. Pod trenerom Zdeněkom Zemanom, Insigne je postigao 19 golova u ligi te 7 u kupu.

### Pescara (posudba)
Naredne sezone posuđen je drugoligaškom klubu Pescari koju je tada vodio Zeman. U ligi je debitirao 26. kolovoza 2011. protiv Hellas Verone, a svoj prvi gol za klub postigao je 4. rujna protiv Modene. S Pescarom je te sezone osvojio ligu te je osvojio nagradu za najboljeg igrača godine Serie B s klupskim suigračima Cirom Immobileom i Marcom Verrattijem.

### Napoli
Svoj prvi ligaški gol postigao je 16. veljače 2012. kada je Napoli pobijedio Parmu 3:1. Četiri dana kasnije debitirao je u UEFA Europskoj ligi kada je Napoli pobijedio AIK 4:0. Svoj debi i prvi gol u UEFA Ligi prvaka ostvario je 18. rujna 2013. protiv Borussije Dortmund koju je Napoli dobio 2:1. U finalu Coppa Italije odigranog 3. svibnja 2014. protiv Fiorentine (1:3), postigao je prva dva gola na utakmici. Dana 14. listopada 2017. postigao je jedini gol na utakmici protiv Rome koji je ujedno bio i njegov 100. za klub. Nakon prelaska Mareka Hamšíka u kineski Dalian Professional, Insigne je postao klupski kapetan. S Napolijem je u sezoni 2019./20. po drugi put osvojio Coppa Italiju pobijedivši Juventus 4:2 na penale (prije izvođenja penala rezultat je bio 0:0).

### Toronto FC
Dana 8. siječnja 2022. potpisao je predugovor s kanadskim klubom Toronto FC koji se natječe u MLS-u. Igračem Toronta postao je 1. srpnja. S godišnjom plaćom od 15 milijuna dolara Insigne je postao najplaćeniji igrač u MLS-u. Za Toronto je debitirao 23. srpnja kada je Charlotte FC poražen 2:0. Svoj prvi klupski pogodak postigao je 6. kolovoza kada je Nashville SC izgubio 3:4.

## Reprezentativna karijera
Tijekom svoje omladinske karijere nastupao je za selekcije Italije do 20 i 21 godine. Sa selekcijom do 21 godine igrao je finale Europskog prvenstva u kojem je Italija izgubila od Španjolske 4:2. Za A selekciju Italije debitirao je 11. rujna 2012. protiv Malte koju je Italija dobila 2:0. Svoj prvi gol za A selekciju postigao je 14. kolovoza 2013. kada je Italija u prijateljskoj utakmici izgubila od Argentine 2:1. U prvoj utakmici odgođenog Europskog prvenstva 2020. odigrane 11. lipnja 2021. protiv Turske (0:3), Insigne je postigao prvi gol na utakmici. Dana 2. srpnja postigao je drugi talijanski gol u utakmici četvrtfinala odigrane protiv Belgije (2:1). Bio je član početne postave u finalnoj utakmici u kojoj je Italija pobijedila Englesku.

## Priznanja

### Individualna
- Nogometaš godine Serie B: 2012.[10]
- Najbolji strijelac Coppa Italije: 2013./14.[30]
- Igrač mjeseca Serie A: ožujak 2021.[31]

### Klupska
Pescara
- Serie B: 2011./12.

Napoli
- Coppa Italia: 2013./14., 2019./20.
- Supercoppa Italiana: 2014.

### Reprezentativna
Italija do 21 godine
- Europsko prvenstvo do 21 godine: 2013. (srebro)[33]

Italija
- Europsko prvenstvo: 2020.[29]
- UEFA Liga nacija: 2020./21. (3. mjesto)[34]

## Vanjske poveznice
- Sažetak karijere, AIC.football.it
- Profil i statistika  Arhivirana inačica izvorne stranice od 20. siječnja 2021. (Wayback Machine), Lega Serie A
- Profil, FIGC